# Risque à effet différé
Dans le domaine des risques, on appelle « risques à effets différés » (RED) la catégorie de risques dont les effets sont (souvent ou toujours) différés dans l’espace et/ou dans le temps. 

Dans le domaine de la santé, il s'agit par exemple de l'exposition aux CMR (agents cancérigènes, mutagènes et reprotoxiques). 
L'étude et la gestion de ces risques nécessitent une approche pluridisciplinaire et portant sur le court, moyen et long terme. 
Pour être géré et pour que des actions adéquates de prévention soient possibles, il faut préalablement évaluer (c'est-à-dire identifier, caractériser et hiérarchiser) ces risques. 

Une difficulté est que parmi les « risques à effets différés » figurent aussi des risques émergents. C'est notamment le cas dans le domaine de la santé humaine et de l'environnement où un effet domino est souvent possible ; ainsi l’évaluation des risques induits par la dissémination volontaire l'OGM ou la mise sur le marché d'OGM sur l'environnement et la santé est précisée par la directive 2001/18/CE , comme devant être une « évaluation des risques, directs ou indirects, immédiats ou différés », en  veillant « à ce que soit effectuée, cas par cas, une évaluation précise des effets néfastes potentiels, directs ou indirects ».

## Typologie des risques
- risques économiques (ex : emprunts toxique, défaut assuranciel… ) ;

- risques liés à certaines phénomènes démographiques (ex baby boom induisant à long terme un pic de population âgée, et donc de pathologies à anticiper, cancers, maladie de Parkingson, ostéoporose[4], etc.) ;

- défauts de construction ou de sécurité (ex. : dans le bâtiment ou les infrastructures matérielles…), non prise en compte de normes anti-sismiques, du risque tsunami ou de risques multiples et synergiques de type Genpatsu-shinsai (terme désignant en japonais un accident majeur résultant – comme à Fukushima - de la conjonction dans l'espace et le temps d'un accident nucléaire grave (impliquant potentiellement ou effectivement une fusion du cœur d'un réacteur) et un tremblement de terre1 qui l'a déclenché, ce type d’accident étant redouté pour la quantité d’effets différés qu’il peut générer) ;

- défauts de conception matérielle ou logiciel (ex. : dans les infrastructures immatérielles du domaine des NTIC…) ;

- risques de pathologies différées induites par certaines pratiques physiques au travail, dans la vie courante ou durant les loisirs (risques psycho-sociaux et troubles musculosquelettiques éventuellement liés[5]) ;

- risques de sensibilisation à certains produits allergisants

- risques liés à des conduites addictives ou à risques (ex :  tabagisme, alcoolisme, autres drogues,  prise de médicaments, tabagisme passif[6]  dont les effets cumulés déclencheront après un certain temps des pathologies ou des accidents ;

- risques dans le domaine sanitaire et environnemental : Il s’agit encore de l’exposition à certains polluants et produits chimiques (exposition souvent difficile à tracer[7]) à toxicité chronique (agents cancérogènes, mutagènes, reprotoxiques), à des perturbateurs endocriniens, à certains microbes (de nombreuses maladies mettent des années ou décennies avant de développer des symptômes cliniques et éventuellement provoquer un handicap ou la mort), ou  à  des rayonnements (rayons X, ultraviolets solaires ou UV utilisés pour le bronzage artificiel, rayonnement du Radon ou accidentellement ou chroniquement libéré par les retombées des essais nucléaires puis par l’industrie nucléaire, etc.) ;

## Enjeux
Le fait que ces risques soient « potentiels », « émergents » ou « futurs » peut faire qu’on leur accorde moins d’attention, bien qu'ils puissent avoir des conséquences pour toute la vie et parfois des conséquences graves pour des siècles ou millénaires à venir. 

C’est le cas de l'exposition directes ou indirecte à de nombreuses pollutions chroniques et plus encore d'effets globaux effets climatiques et sanitaires des émissions de gaz à effet de serre. La reconnaissance des pathologies induites par l’exposition aux fibres d’amiante ou au mercure, au plomb (saturnisme), de certaines formes d'asthme, du risque prion pathogène, etc. a pris des décennies, de même que pour le risque prion ; Pendant que l'on commence à traiter ces risques, de nouveaux risques apparaissent ou sont fortement suspectés (perturbateurs endocriniens, risques liés aux OGM et aux pesticides) probablement régulièrement, probablement de plus en plus en raison de la mondialisation des échanges.  Mieux détecter et traiter par la prévention ces risques émergents est un enjeu important, économique, sanitaire, social, environnemental. Dans ce domaine, plusieurs enjeux sont souvent évoqués :
- La responsabilité de l'employeur ; Dans la plupart des pays, ce dernier est garant devant la loi de la sécurité et de la santé des salariés, et il doit prendre toutes les mesures nécessaires et efficaces pour ce faire, en s'appuyant sur une évaluation des risques dont les résultats sont transcrits dans un document unique. Un grand nombre de salariés sont concernés par des risques à effets différés. Par exemple en France, selon l’étude SUMER (surveillance médicale des expositions aux risques [9]) du service statistiques du ministère du Travail a évalué à 2 370 000 le nombre d'employés exposés à au moins un produit cancérogène (13,5 % du total des salariés, surtout ouvriers qualifiés des secteurs du commerce et de la réparation automobile, de la métallurgie et de l’industrie des produits minéraux), mais bien d'autres métiers sont concernés et d'autres risques sont aussi à prendre en compte ;

- Il existe en outre des inégalités écologiques, sociales et de santé qui aggravent ces risques pour certaines catégories de la population. De plus la mobilité géographique et professionnelle [10] tout au  long de la vie rend difficile le suivi épidémiologique ou écoépidémiologique de personnes ou familles exposées à un risque à effet différé[11],[12],[13],[14],[15].

- Un  risque à effet différé peut ne pas toucher l’adulte même très exposé à l’agent en cause, mais s’exprimer, même à faible voire très faible dose (dans le cas des effets hormonaux) quand c’est le fœtus ou l’embryon qui est concerné, in utero. De même pour le jeune enfant à des stades critiques de la croissance quand il est exposé à des perturbateurs encocriniens (le jeune garçon aux moments de maturation du testicule par exemple, s’il est exposé à des molécules féminisantes).

- Quand il y a mutation des cellules reproductrices (gamètes), le risque est alors aussi reporté vers la descendance. L’exemple du Distilbène montre des effets adverses parfois graves sur au moins trois générations, de mère en fille.

- Outre leur caractère différé, ces risques peuvent aussi être indirects, ce qui les rend encore plus difficile à appréhender ou modéliser. De plus, quand un risque se traduit par des effets retardés et/ou indirects, l'observation de ces effets est elle-même  susceptibles d'être différée, et il est alors souvent dans un premier temps difficile d’apporter la preuve d’un lien de cause à effet entre un effet et une cause suspectée.

En cas de risque grave et en attendant la conclusion d’études solides, le principe de précaution peut être invoqué. 
- Un des  enjeux est donc de mieux comprendre et maîtriser ces risques pour les mieux prévenir, et mettre en place des dispositifs de veille et de « traçabilité du risque »[16] pour détecter les nouveaux risques ou des effets jusqu’ici non repérés parce que différés. En raison d’effets de faibles doses chez l’embryon ou le fœtus ou à d’autres stades critiques du développement, et/ou en raison de possibles effets synergiques, sur la base de données épidémiologiques, certains seuils dits de toxicité chronique ou de toxicité aiguë nécessitent peut-être aussi d’être reconsidérés[17]

- Quand la prévention des risques et le principe de précaution n’ont pas pu empêcher de tels risques de s’exprimer, un autre enjeu est de planifier et coordonner la gestion future des problèmes, ce qui implique de se projeter dans le temps et d’envisager des réponses concernant un territoire qui peut être différent de celui qui est à l’origine du problème.

- Les risques a effet différés ont une grande importance dans les domaines de l’écologie., de l’écotoxicologie, de la radioécotoxicologie, de la toxicologie et de la santé environnementale et en épidémiologie. 
Les épidémiologistes savent qu’un risque d’effet différé  (« carry-over-effects ») peut être une cause discrète ou cachée de maladies, mais aussi qu’il est source de possibles biais d’interprétation. De même doivent-ils être pris en compte dans les protocoles d’essais (en laboratoire sur les animaux de laboratoire, et lors des études cliniques utilisant des sujets humains volontaires, et ces sujets ne devraient jamais  participer à plusieurs études cliniques en même temps, ni l'une à la suite de l'autre sans disposer d'une période sans traitement, assez longue pour garantir l'innocuité de traitements antérieurs  et pour éliminer tant que possible les risques d'effets différés).

- Dans le domaine des « faibles doses », l'importance voire l’existence de risques différés est discutée, par exemple pour l'exposition chronique à de faibles doses d'uranium via l'alimentation ou la boisson [18].

## Outils de gestion et prise en compte
On peut citer :
- la prévention des risques en amont et des outils tels que les opérations de promotion de la santé[19], qui se fait souvent par branches professionnelles [20] ;

- les « bilans de santé » ou les  « bilans de santé des carrières d'ouvriers »[21] ou de métiers pénibles[22] ;

- les systèmes publics de sécurité sociale et d’assurance-santé, de médecine du travail et médecine préventive, ergonomie au travail, présence de psychologues du travail et de services sociaux…) ;

- les systèmes biosurveillance[23], d’enquêtes de la médecine du travail[24], et de pharmacovigilance, par exemple dans le domaine des effets différés et parfois indésirables de la vaccination qui présente des bénéfices individuels « différés» avec quelques risques rares mais immédiats[25], les études épidémiologiques prospective[26], les registres du cancer et la reconstitution a posteriori des parcours professionnels chez les victimes de cancers[27], etc. ;

- les systèmes privés d’assurance, de mutuelles, qui contribuent à mutualiser le financement des conséquences de l’exposition à ces risques ;

- certaines obligations de « provisionnement pour risques » .

Ces outils ne limitent pas tous le risque mais visent à diminuer la gravité des conséquences potentielles, et par leurs coûts, ils peuvent aussi parfois inciter à limiter le risque en amont.
Dans certains domaines cadrés par la loi, des systèmes de compensations différées (Deferred compensation pour les anglophones) existent parfois ou sont envisageables.

## Éléments de définition
À titre d’exemple, l’Europe dans le cadre de la gestion des risques liés à l'ingestion de transgènes et à la diffusion de transgènes dans l'environnement a produit les définitions suivantes 
- « effets différés » : « se réfère aux effets sur la santé humaine ou sur l'environnement qui ne sont pas observables au cours de la période de dissémination des OGM, mais qui deviennent apparents, en tant qu'effets directs ou indirects, soit à un stade ultérieur soit après la fin de la dissémination (par exemple, OGM qui s'installe ou qui devient envahissant plusieurs générations après la dissémination volontaire, ce qui est très important si l'OGM a une longue durée de vie, comme par exemple les espèces d'arbres génétiquement modifiées, ou bien hybrides de proches parents d'une culture transgénique, devenant envahissants dans les écosystèmes naturels) »[28] ;

- « effets indirects » : « se réfère aux effets sur la santé humaine ou sur l'environnement dus à un enchaînement d'événements, par le biais de mécanismes tels que les interactions avec d'autres organismes, le transfert de matériel génétique ou des modifications dans l'utilisation ou la gestion. Les observations des effets indirects sont susceptibles d'être différées (par exemple, lorsqu'une diminution de la population des insectes-cibles a des incidences sur la population d'autres insectes, ou lorsque le développement d'une résistance multiple ou l'apparition d'effets systémiques nécessite l'évaluation des interactions à long terme; toutefois, certains effets indirects tels que la diminution de l'usage des pesticides pourraient être immédiats) »[28] ;

- « effets immédiats » : « se réfère aux effets sur la santé humaine ou sur l'environnement qui sont observés au cours de la période de dissémination de l'OGM. Les effets immédiats peuvent être directs ou indirects (par exemple, mort d'insectes butinant des plantes transgéniques qui possèdent des caractères de résistance aux insectes nuisibles, ou apparition d'allergies chez des personnes prédisposées, résultant d'une exposition à un OGM particulier) »[28].